# Rajd Nadwiślański 2019
7. Rajd Nadwiślański – 7. edycja Rajdu Nadwiślańskiego. To rajd samochodowy, który był rozgrywany od 31 maja do 1 czerwca 2019 roku. Bazą rajdu było miasto Puławy. Była to druga runda rajdowych samochodowych mistrzostw Polski w roku 2019 i również druga runda historycznych rajdowych samochodowych mistrzostw Polski w sezonie 2019. W sezonie 2019 był to rajd drugiej kategorii (tzw. jednoetapowy), gdzie punktacja była następująca od 25 punktów za zwycięstwo i oddzielne punkty za odcinek Power Stage.

## Lista startowa[4]
Poniższa lista spośród 52 zgłoszonych zawodników obejmuje tylko zawodników startujących w najwyższej klasie 2, samochodami grupy R5 i wybranych zawodników startujących w klasie Open.
| Nr. | Zespół                         | Kierowca            | Pilot               | Samochód                   | Klasa    |
| --- | ------------------------------ | ------------------- | ------------------- | -------------------------- | -------- |
| 1   | Škoda Polska Motorsport        | Mikołaj Marczyk     | Szymon Gospodarczyk | Škoda Fabia R5             | 2        |
| 2   | Rallytechnology                | Marcin Słobodzian   | Kamil Kozdroń       | Ford Fiesta R5             | 2        |
| 3   | Tiger Energy Drink Rallye Team | Tomasz Kasperczyk   | Damian Syty         | Ford Fiesta R5             | 2        |
| 4   | Jakub Brzeziński               | Jakub Brzeziński    | Dariusz Burkat      | Ford Fiesta Proto          | Open 4WD |
| 5   | Łukasz Byśkiniewicz            | Łukasz Byśkiniewicz | Zbigniew Cieślar    | Hyundai i20 R5             | 2        |
| 6   | Rallytechnology                | Sylwester Płachytka | Jacek Nowaczewski   | Ford Fiesta R5             | 2        |
| 7   | Jarosław Kołtun                | Jarosław Kołtun     | Ireneusz Pleskot    | Ford Fiesta R5             | 2        |
| 8   | Kowax 2BRally Racing           | Jacek Jurecki       | Michał Trela        | Hyundai i20 R5             | 2        |
| 9   | Maciej Lubiak                  | Maciej Lubiak       | Tomasz Borko        | Hyundai i20 R5             | 2        |
| 10  | Łukasz Kotarba                 | Łukasz Kotarba      | Tomasz Kotarba      | Citroën C3 R5              | 2        |
| 11  | Kowax 2BRally Racing           | Kacper Wróblewski   | Marcin Szeja        | Hyundai i20 R5             | 2        |
| 12  | Daniel Chwist                  | Daniel Chwist       | Kamil Heller        | Hyundai i20 R5             | 2        |
| 14  | Piotr Parys                    | Piotr Parys         | Paweł Drahan        | Ford Fiesta Proto          | Open 4WD |
| 15  | Hubert Maj                     | Hubert Maj          | Magdalena Kisiel    | Ford Fiesta Proto          | Open 4WD |
| 16  | Łukasz Kabaciński              | Łukasz Kabaciński   | Michał Kuśnierz     | Ford Fiesta Proto          | Open 4WD |
| 17  | Adam Stec                      | Adam Stec           | Dariusz Zdanowicz   | Mitsubishi Lancer Evo X R4 | Open 4WD |
| 18  | Marek Nowak                    | Marek Nowak         | Adam Grzelka        | Mitsubishi Lancer Evo X R4 | Open 4WD |
| 19  | Kacper Terlikowski             | Kacper Terlikowski  | Patryk Rybarczyk    | Mitsubishi Lancer Evo X R4 | Open 4WD |
| 20  | Tomasz Kuciński                | Tomasz Kuciński     | Adam Mendoń         | Ford Fiesta Proto          | Open 4WD |

## Zwycięzcy odcinków specjalnych
| Dzień     | Numer odcinka | Nazwa odcinka | Długość  | Zwycięzca odcinka | Samochód       | Czas    | Lider rajdu       |
| --------- | ------------- | ------------- | -------- | ----------------- | -------------- | ------- | ----------------- |
| 1 czerwca | OS1           | Urzędów 1     | 15,22 km | Tomasz Kasperczyk | Ford Fiesta R5 | 8:58,4  | Tomasz Kasperczyk |
| 1 czerwca | OS2           | Józefów 1     | 12,28 km | Tomasz Kasperczyk | Ford Fiesta R5 | 6:24,8  | Tomasz Kasperczyk |
| 1 czerwca | OS3           | Wilków 1      | 27,02 km | Tomasz Kasperczyk | Ford Fiesta R5 | 15:04,4 | Tomasz Kasperczyk |
| 1 czerwca | OS4           | Urzędów 2     | 15,22 km | Tomasz Kasperczyk | Ford Fiesta R5 | 8:56,1  | Tomasz Kasperczyk |
| 1 czerwca | OS5           | Józefów 2     | 12,28 km | Mikołaj Marczyk   | Škoda Fabia R5 | 6:18,9  | Tomasz Kasperczyk |
| 1 czerwca | OS6           | Wilków 2      | 27,02 km | Mikołaj Marczyk   | Škoda Fabia R5 | 14:55,7 | Tomasz Kasperczyk |

### Power Stage – OS6[5]
| Miejsce | Kierowca            | Pilot               | Samochód       | Czas/strata | Punkty |
| ------- | ------------------- | ------------------- | -------------- | ----------- | ------ |
| 1       | Mikołaj Marczyk     | Szymon Gospodarczyk | Škoda Fabia R5 | 14:55,7     | 5      |
| 2       | Tomasz Kasperczyk   | Damian Syty         | Ford Fiesta R5 | +6,6        | 4      |
| 3       | Marcin Słobodzian   | Kamil Kozdroń       | Ford Fiesta R5 | +8,7        | 3      |
| 4       | Łukasz Byśkiniewicz | Zbigniew Cieślar    | Hyundai i20 R5 | +16,1       | 2      |
| 5       | Sylwester Płachytka | Jacek Nowaczewski   | Ford Fiesta R5 | +21,1       | 1      |

## Wyniki końcowe rajdu[6]
| Miejsce | Kierowca            | Pilot               | Samochód            | Czas      | Strata   | Grupa Klasa | Punkty |
| ------- | ------------------- | ------------------- | ------------------- | --------- | -------- | ----------- | ------ |
| 1       | Tomasz Kasperczyk   | Damian Syty         | Ford Fiesta R5      | 1:00:46,7 | –        | 2           | 25+4   |
| 2       | Mikołaj Marczyk     | Szymon Gospodarczyk | Škoda Fabia R5      | 1:01:13,3 | +26,6    | 2           | 18+5   |
| 3       | Marcin Słobodzian   | Kamil Kozdroń       | Ford Fiesta R5      | 1:02:11,7 | +1:25,0  | 2           | 15+3   |
| 4       | Łukasz Byśkiniewicz | Zbigniew Cieślar    | Hyundai i20 R5      | 1:02:35,7 | +1:49,0  | 2           | 12+2   |
| 5       | Jarosław Kołtun     | Ireneusz Pleskot    | Ford Fiesta R5      | 1:03:25,6 | +2:38,9  | 2           | 10     |
| 6       | Daniel Chwist       | Kamil Heller        | Hyundai i20 R5      | 1:04:40,0 | +3:53,3  | 2           | 8      |
| 7       | Łukasz Kabaciński   | Michał Kuśnierz     | Ford Fiesta Proto   | 1:05:03,2 | +4:16,5  | Open 4WD    | 6      |
| 8       | Tomasz Zbroja       | Jakub Wróbel        | Citroën DS3 R3T Max | 1:05:41,3 | +4:54,6  | 3           | 4+3    |
| 9       | Kacper Wróblewski   | Marcin Szeja        | Hyundai i20 R5      | 1:05:50,8 | +5:04,1  | 2           | 2      |
| 10      | Łukasz Kotarba      | Tomasz Kotarba      | Citroën C3 R5       | 1:07:12,6 | +6:25,9  | 2           | 1      |
| ...     | ...                 | ...                 | ...                 | ...       | ...      | ...         | ...    |
| 23      | Sylwester Płachytka | Jacek Nowaczewski   | Ford Fiesta R5      | 1:13:09,6 | +12:22,9 | 2           | 0+1    |

## Wyniki po 2 rundach
Kierowcy
| Msc. | Kierowca            | Punkty |
| ---- | ------------------- | ------ |
| 1    | Mikołaj Marczyk     | 52     |
| 2    | Tomasz Kasperczyk   | 45     |
| 3    | Marcin Słobodzian   | 41     |
| 4    | Łukasz Byśkiniewicz | 28     |
| 5    | Jarosław Kołtun     | 18     |